# Sestu
Sestu es un municipio de Italia de 19.005 habitantes en la ciudad metropolitana de Cagliari, región de Cerdeña. Está situado a 10 km al norte de Cagliari, en el valle de una pequeña colina.
El poblado ya se encontraba habitado en el Neolítico y durante la cultura nurágica. De interés artístico e histórico es la iglesia de San Salvatore, construida en el siglo XIII. Las otras cuatro iglesias del pueblo son: San Gemiliano (siglo XIII), San Giorgio (siglo XVI), y Sant'Antonio (años 1930). Se cultivan sobre todo verduras (lechugas, rábanos y tomate), cereales (trigo sobre todo) y vid.

## Evolución demográfica
| Gráfica de evolución demográfica de Sestu entre 1861 y 2001 |
|                                                             |
| Fuente ISTAT - Elaboración gráfica de Wikipedia             |